# عمرو مرعی
عمرو مرعی (عربی: عمرو مرعي؛ زادهٔ ۱ آوریل ۱۹۹۲) یک ورزشکار اهل مصر است.